# Крила Рад (хокейний клуб)
Хокейний клуб «Крила Рад» — хокейний клуб з м. Москви, Росія. Заснований у 1947 році. Попередні назви — «Зеніт», «Крила Рад-ВІЛС», ПХК «Крила Рад». Виступає у чемпіонаті Вищої хокейної ліги. 

## Історія
Чемпіон СРСР (1957, 1974), срібний призер (1955, 1956, 1958, 1975), бронзовий призер (1950, 1951, 1954, 1959, 1960, 1973, 1978. 1989, 1991). Бронзовий призер МХЛ (1993). Володар Кубка (СРСР 1951, 1974, 1989), фіналіст (1952). Володар Кубка європейських чемпіонів (1977). Володар Кубка Ліги (1989). Володар Кубка Федерації (2000). Чемпіон Москви (2000, 2002).
Домашні ігри команда проводить в Універсальному палаці спорту «Крила Совєтов» (5,500). Кольори клубу: білий, синій і червоний.

## Відомі гравці
Медалісти Олімпійських ігор, чемпіонатів світу і Європи:
| Гравець               | Позиція  | Олімпійські ігри | Олімпійські ігри | Олімпійські ігри | Чемпіонат світу | Чемпіонат світу | Чемпіонат світу | Чемпіонат Європи | Чемпіонат Європи | Чемпіонат Європи |   |   |
| --------------------- | -------- | ---------------- | ---------------- | ---------------- | --------------- | --------------- | --------------- | ---------------- | ---------------- | ---------------- | - | - |
| Гравець               | Позиція  | Олексій Гуришев  | нап              | 1                | —               | —               | 2               | 4                | —                | 5                | 1 | — |
| Михайло Бичков        | нап      | —                | —                | 1                | 1               | 1               | 1               | 3                | —                | —                |   |   |
| Альфред Кучевський    | зах      | 1                | —                | 1                | 2               | 2               | 1               | 5                | —                | —                |   |   |
| Микола Хлистов        | нап      | 1                | —                | —                | 2               | 3               | —               | 4                | 1                | —                |   |   |
| Володимир Гребенников | нап      | —                | —                | 1                | —               | 1               | 1               | —                | 2                | —                |   |   |
| Євген Єркін           | вор      | —                | —                | 1                | —               | 2               | 1               | 3                | —                | —                |   |   |
| Євген Грошев          | нап      | —                | —                | 1                | —               | 1               | 1               | 2                | —                | —                |   |   |
| Віктор Пряжников      | нап      | —                | —                | 1                | —               | 1               | 1               | 2                | —                | —                |   |   |
| Микола Карпов         | нап, зах | —                | —                | 1                | —               | —               | 1               | 1                | —                | —                |   |   |
| Юрій Цицинов          | нап      | —                | —                | 1                | —               | —               | 1               | 1                | —                | —                |   |   |
| В'ячеслав Анісін      | нап      | —                | —                | —                | 4               | —               | —               | 3                | 1                | —                |   |   |
| Олександр Сидельников | вор      | 1                | —                | —                | 2               | 1               | —               | 2                | —                | 1                |   |   |
| Олександр Бодунов     | нап      | —                | —                | —                | 2               | —               | —               | 2                | —                | —                |   |   |
| Юрій Лебедєв          | нап      | —                | 1                | —                | 6               | —               | —               | 6                | —                | —                |   |   |
| Сергій Капустін       | нап      | 1                | —                | —                | 2               | 2               | —               | 2                | —                | 2                |   |   |
| Віктор Кузнецов       | зах      | —                | —                | —                | 1               | —               | —               | 1                | —                | —                |   |   |
| Володимир Репнєв      | нап      | —                | —                | —                | 1               | —               | —               | 1                | —                | —                |   |   |
| Юрій Шаталов          | зах      | —                | —                | —                | 1               | —               | —               | 1                | —                | —                |   |   |
| Юрій Тюрін            | зах      | —                | —                | —                | 1               | —               | —               | 1                | —                | —                |   |   |
| Сергій Бабінов        | зах      | 1                | —                | —                | —               | 2               | —               | —                | —                | 2                |   |   |
| Володимир Мишкін      | вор      | —                | —                | —                | 1               | —               | —               | 1                | —                | —                |   |   |
| Юрій Хмильов          | нап      | 1                | —                | —                | 2               | 1               | —               | 3                | —                | —                |   |   |
| Сергій Пряхін         | нап      | —                | —                | —                | —               | 1               | —               | 1                | —                | —                |   |   |
| Олександр Кожевников  | нап      | 1                | —                | —                | —               | —               | —               | —                | —                | —                |   |   |
| Сергій Нємчинов       | нап      | —                | —                | —                | 2               | —               | 1               | 2                | 1                | —                |   |   |
| Дмитро Миронов        | зах      | 1                | —                | —                | —               | —               | 1               | 1                | —                | —                |   |   |
| Антон Волченков       | зах      | —                | —                | —                | —               | 1               | —               | —                | —                | —                |   |   |

## Бомбардири
Сумарні показники в чемпіонатах СРСР:
| Гравець               | Роки      | Ігри | Голи |
| --------------------- | --------- | ---- | ---- |
| Олексій Гуришев       | 1947—1961 | 300  | 379  |
| Євген Грошев          | 1955—1971 | 455  | 234  |
| Володимир Гребенников | 1954—1964 | 300  | 231  |
| Михайло Бичков        | 1950—1962 | 280  | 203  |
| Олександр Бодунов     | 1971—1982 | 302  | 186  |
| Юрій Лебедєв          | 1971—1985 | 452  | 179  |
| Сергій Котов          | 1972—1984 | 434  | 176  |
| Юрій Хмильов          | 1981—1992 | 429  | 159  |
| Володимир Расько      | 1966—1980 | 510  | 154  |
| Микола Хлистов        | 1950—1961 | 250  | 150  |

Найрезультативніші гравці команди у першостях Радянського Союзу:
| Гравець               | Кількість | Закинуті шайби (сезон) |
| --------------------- | --------- | --- |
| Олексій Гуришев       | 13        | 21 (1948), 29 (1949), 27 (1950), 20 (1951), 21 (1952), 26 (1953), 30 (1954), 41 (1955), 32 (1957), 40 (1958), 15 (1959), 23 (1960), 19 (1961) |
| Володимир Гребенников | 1         | 46 (1956) |
| Євген Грошев          | 5         | 38 (1962), 21 (1963), 22 (1964), 19 (1967), 23 (1968)                                                                                         |
| Володимир Васильєв    | 2         | 16 (1965), 20 (1966) |
| Володимир Городецький | 1         | 19 (1967) |
| Володимир Расько      | 2         | 26 (1969), 19 (1970) |
| Ігор Дмитрієв         | 1         | 24 (1971) |
| В'ячеслав Анісін      | 3         | 19 (1972), 21 (1973), 22 (1974) |
| Юрій Лебедєв          | 2         | 22 (1974), 19 (1978) |
| Олександр Бодунов     | 3         | 29 (1975), 28 (1977), 24 (1979) |
| Сергій Капустін       | 1         | 25 (1976) |
| Олександр Кабанов     | 3         | 22 (1980), 19 (1981), 19 (1982) |
| Михайло Анферов       | 1         | 19 (1981) |
| Ігор Ромашин          | 1         | 20 (1983) |
| Сергій Пряхін         | 2         | 18 (1984), 14 (1985) |
| Юрій Хмильов          | 4         | 24 (1986), 16 (1989), 25 (1991), 15 (1992) |
| Сергій Харін          | 1         | 16 (1987) |
| Олександр Кожевников  | 1         | 25 (1988) |
| Євген Штепа           | 1         | 23 (1990) |
| Дмитро Миронов        | 1         | 15 (1992) |
| Андрій Потайчук       | 1         | 15 (1992) |
| Віктор Гордіюк        | 1         | 15 (1992) |

По системі «гол+пас»:
| Гравець              | Кількість | Набрані очки (сезон)                                  |
| -------------------- | --------- | ----------------------------------------------------- |
| Ігор Дмитрієв        | 1         | 29 (1971)                                             |
| В'ячеслав Анісін     | 3         | 34 (1972), 28 (1973), 48 (1974)                       |
| Олександр Бодунов    | 2         | 38 (1975), 44 (1977)                                  |
| Сергій Котов         | 2         | 39 (1976), 30 (1982)                                  |
| Юрій Лебедєв         | 5         | 48 (1978), 48 (1979), 44 (1980), 38 (1981), 30 (1982) |
| Ігор Ромашин         | 1         | 37 (1983)                                             |
| Сергій Пряхін        | 3         | 31 (1984), 23 (1985), 32 (1987)                       |
| Юрій Хмильов         | 2         | 33 (1986), 34 (1989)                                  |
| Олександр Кожевников | 1         | 45 (1988)                                             |
| Сергій Нємчинов      | 2         | 34 (1990), 45 (1991)                                  |
| Дмитро Миронов       | 1         | 31 (1992)                                             |

## Гвардійці
Найбільшу кількість ігор у чемпіонаті провели:
| Гравець               | Позиція | Роки виступів | Кількість матчів |
| --------------------- | ------- | ------------- | ---------------- |
| Володимир Расько      | нап     | 1966—1980     | 510              |
| Юрій Терьохін         | зах     | 1971—1984     | 476              |
| Євген Грошев          | нап     | 1955—1970     | 455              |
| Євген Штепа           | нап     | 1981—1999     | 454              |
| Юрій Лебедєв          | нап     | 1971—1985     | 452              |
| Сергій Глухов         |         | 1967—1983     | 446              |
| Юрій Хмильов          | нап     | 1981—1992     | 445              |
| Сергій Котов          | нап     | 1972—1984     | 433              |
| Ігор Дмитрієв         | нап     | 1958—1974     | 430              |
| Олександр Сидельников | вор     | 1967—1984     | 426              |
| Ігор Ромашин          | нап     | 1977—1984     | 416              |
| Юрій Тюрін            | зах     | 1966—1980     | 412              |